# Crise de 2011-2012 au Parti québécois

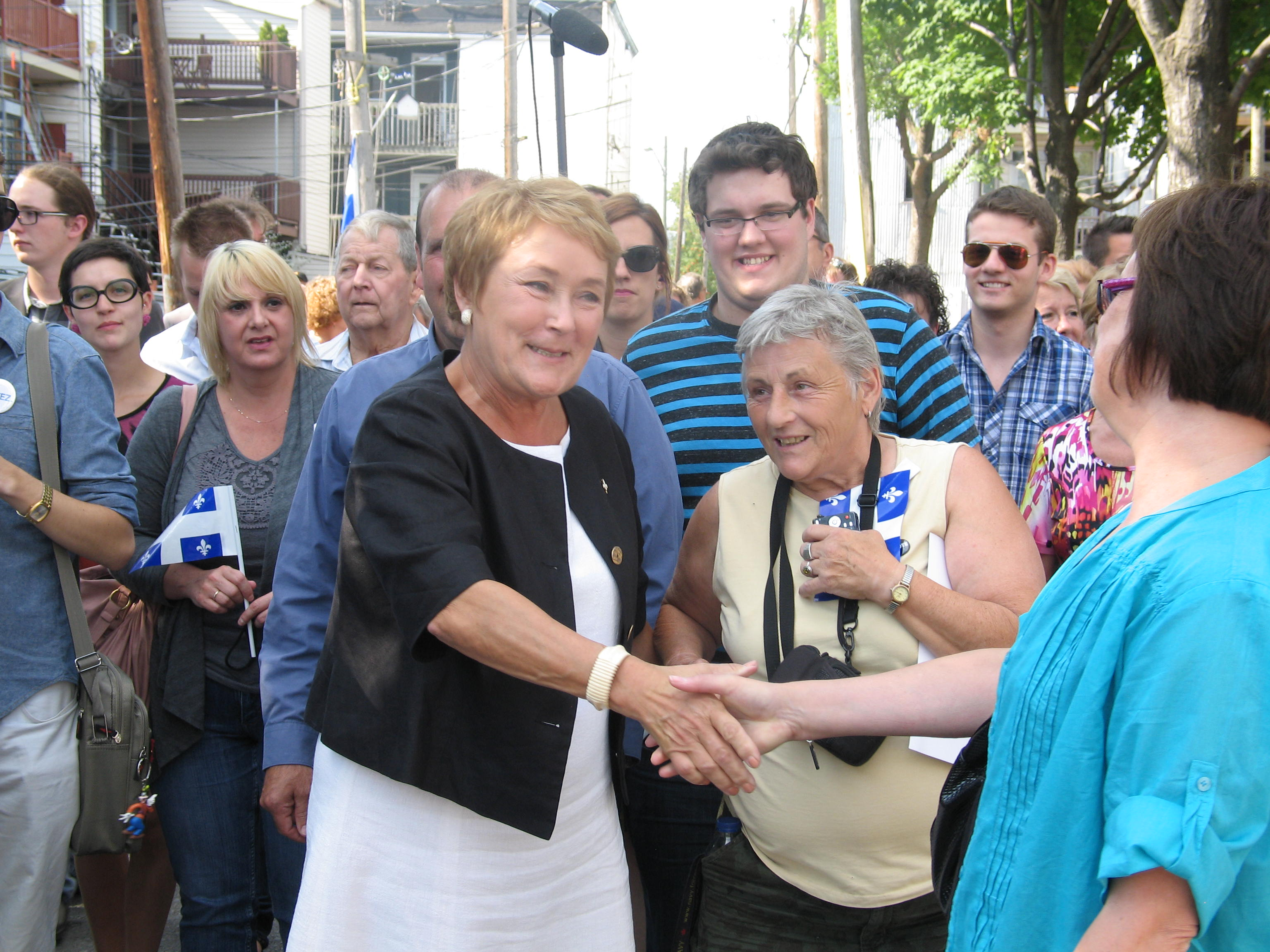
Pauline Marois en campagne durant la campagne électorale de 2012.

La crise de 2011-2012 au Parti québécois est une crise politique importante qu'a traversé le parti. Elle a duré de juin 2011 à février 2012. L'origine de cette crise était liée au leadership de la chef du parti, Pauline Marois, mais elle a aussi révélé des fractures plus profondes menant à de nombreuses démissions au sein du caucus. Au plus fort de la crise 8 députés ont quitté le caucus, de leur plein gré ou en étant renvoyé. 
Il est à noter que les démissionnaires le sont souvent pour des raisons très différentes : certains protestent contre la direction, d'autre contre le manque de volonté indépendantiste quand certains rejoignent la CAQ naissante. La crise se termine au bout de plusieurs mois, les éléments les plus virulents ayant quitté le parti et Pauline Marois n'ayant plus d'adversaires déclarés.
La naissance du parti Option nationale est la conséquence directe de cette crise.

## Chronologie

### 2011
- 6 juin : Les députés péquistes Louise Beaudoin, Pierre Curzi et Lisette Lapointe quittent le Parti québécois et siègent comme indépendants en raison de l'appui du Parti québécois au projet de loi no 204 visant à immuniser le projet d'amphithéâtre de Québec de poursuites judiciaires[1].

- 7 juin : Le député de Nicolet-Yamaska, Jean-Martin Aussant, quitte lui aussi le caucus du Parti québécois et devient député indépendant en critiquant la partisanerie de la chef du parti Pauline Marois. En conférence de presse, Aussant demande à cette dernière de démissionner[2].

- 21 juin : Le député Benoit Charette démissionne du Parti québécois pour siéger comme indépendant[3].

- 21 juin : Le député René Gauvreau quitte le caucus du Parti québécois à la demande de Pauline Marois en raison d'allégation de fraude et d'abus de confiance[3].

- Août : Pierre Curzi annonce qu'il pourrait revenir au PQ si le parti faisait des gestes forts. Parmi eux, la mise en place du rapport Drainville et la démission de Pauline Marois sont essentiels. Il indique par ailleurs être intéressé par la course à la chefferie du PQ en cas de démission de madame Marois[4].

- 31 octobre : Le parti Option nationale est autorisé par le directeur général des élections. Son chef est le député Jean-Martin Aussant, qui siège dorénavant en tant que député de ce parti.

- 4 novembre : Le parti Coalition avenir Québec est autorisé par le directeur général des élections. Son chef est François Legault.

- 22 novembre : Guy Leclair est exclu du caucus du Parti québécois par la chef Pauline Marois, à la suite de rumeurs voulant qu'il soit la source des médias quant aux difficultés internes de la cheffe[5].

- 24 novembre : Daniel Ratthé est exclu du caucus du Parti québécois par la chef Pauline Marois en raison des rumeurs voulant qu'il se joigne à la Coalition avenir Québec[6].

- 1er décembre : Guy Leclair est réintégré au caucus du Parti québécois[7].

- 19 décembre : Les députés indépendants Daniel Ratthé, Benoit Charette (ex-PQ) et Éric Caire et Marc Picard (ex-ADQ) annoncent leurs ralliements à la Coalition avenir Québec[8].

### 2012
- 9 janvier : François Rebello, député de La Prairie, démissionne du Parti québécois pour siéger comme indépendant et annonce son intention d'adhérer à la Coalition avenir Québec.
- 22 janvier 2012 : Gilles Duceppe publie un communiqué indiquant qu'il renonce à tout retour en politique[9]. Pauline Marois n'a plus d'adversaire déclaré.
- 14 février : La fusion entre les partis Action démocratique du Québec et Coalition avenir Québec devient effective[10]. Les députés François Bonnardel, Éric Caire, Benoit Charette, Gérard Deltell, Janvier Grondin, Marc Picard, Daniel Ratthé, François Rebello et Sylvie Roy siègent dorénavant en tant que députés du parti Coalition avenir Québec.
- Début avril : Louise Beaudoin réintègre les rangs de sa formation politique en avril 2012, au terme d'une consultation des électeurs de sa circonscription[11].
- 4 septembre 2012 : Élection générale québécoise de 2012. Le Parti québécois obtient le plus grand nombre de députés et Pauline Marois forme un gouvernement minoritaire. Parmi les députés démissionnaires quatre se représentent : Daniel Ratthé, Benoit Charette, François Rebello et Jean-Martin Aussant, seul Daniel Ratthé est réélu.

## Événements

### Le refus de la loi 204
Agnès Maltais, seule députée péquiste de la ville de Québec, présente le projet de loi 204 visant à soutenir l'entente entre Québecor Média et la ville de Québec sur la gestion du futur amphithéâtre. Contesté par la frange la plus à gauche du parti ainsi que par Québec solidaire, le projet est soutenu par le Parti libéral du Québec et l'Action démocratique du Québec.
Refusant la division de son caucus, Pauline Marois indique en réunion interne qu'aucune division ne sera tolérée sur ce vote, et ordonne à tous les députés péquistes de voter pour le projet de loi 204. Le 6 juin 2011, les députés Louise Beaudoin, Pierre Curzi et Lisette Lapointe annoncent leurs démissions du caucus du Parti québécois. Ils pointent un manque de dialogue et une « autorité outrancière », le projet de loi 204 étant la goutte d'eau faisant déborder le vase. Cette démission a un fort retentissement, les trois députés étant des figures du parti : Pierre Curzi est un comédien célèbre, Lisette Lapointe la femme de l'ancien premier ministre Jacques Parizeau et Louise Beaudoin une ancienne ministre et intellectuelle de renom. À la suite de leur démission, ils siègent comme députés souverainistes indépendants.
En août 2011, Pierre Curzi annonce qu'il pourrait revenir au PQ si le parti faisait des gestes forts. Parmi eux, la mise en place du rapport Drainville et la démission de Pauline Marois sont essentiels. Il indique par ailleurs être intéressé par la course à la chefferie du PQ en cas de démission de Marois. Cette déclaration n'a cependant que peu d'écho au sein du PQ et n’entraîne aucune main tendue vers les démissionnaires.
Le 17 novembre 2011, Lisette Lapointe devient membre d'Option nationale, nouveau parti souverainiste d'un autre député démissionnaire, Jean-Martin Aussant. Elle reste cependant également membre du PQ et décide de continuer à siéger comme députée indépendante à l'Assemblée nationale.
Après la fin des polémiques internes début 2012 et à l'approche des élections Louise Beaudoin réintègre les rangs de sa formation politique en avril 2012, au terme d'une consultation des électeurs de sa circonscription.
Aucun des trois députés démissionnaires ne se représente lors des élections de septembre 2012.

### Le manque de volonté indépendantiste

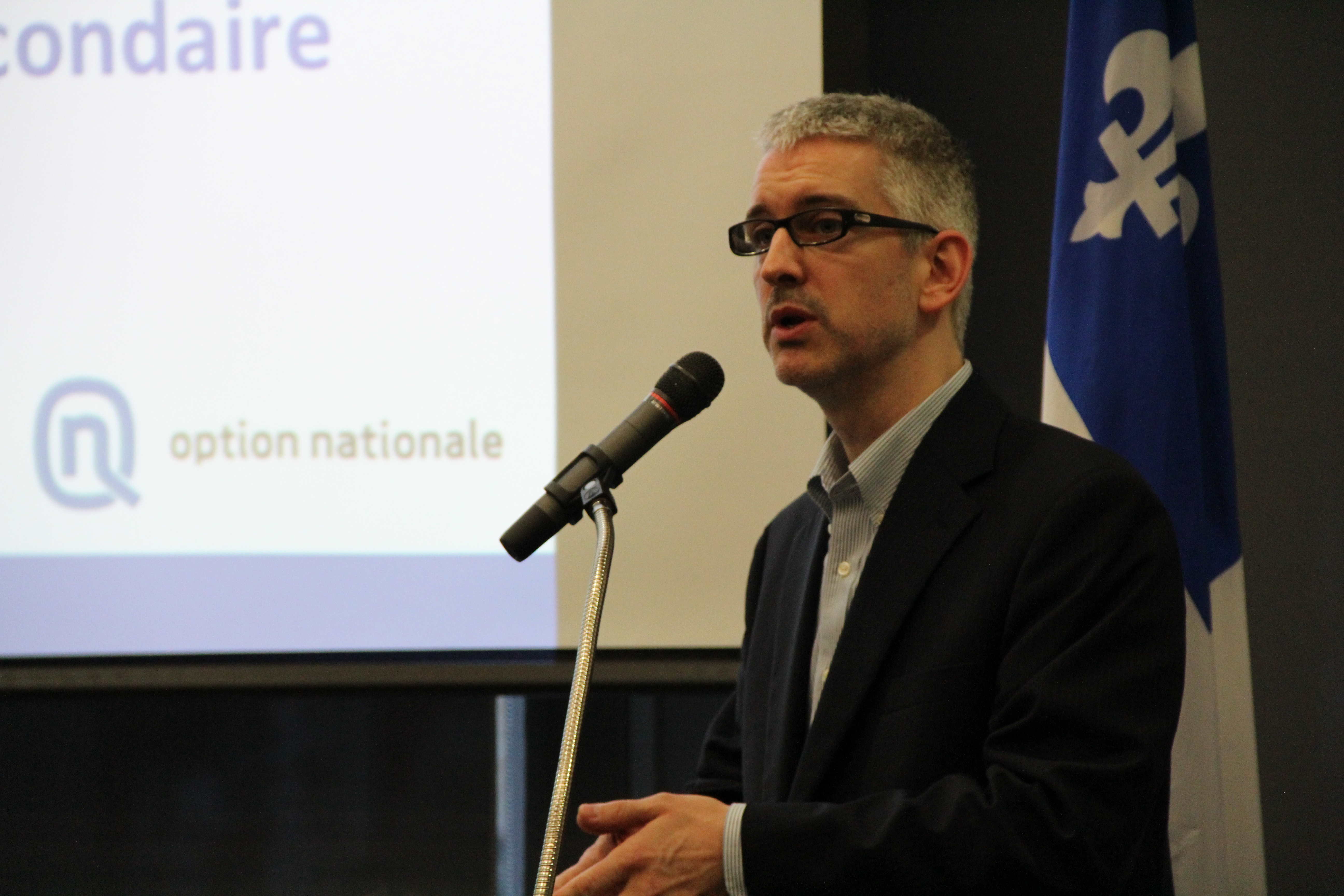
Jean-Martin Aussant, chef d'Option nationale, en août 2011

Le 7 juin 2011, au lendemain de la démission de ses collègues, le député de Nicolet-Yamaska, Jean-Martin Aussant, quitte lui aussi le caucus du Parti québécois. Il critique  la partisanerie de la chef du parti Pauline Marois, à qui il demande de démissionner, et fustige un manque de volonté indépendantiste. Il siège dès lors comme député indépendant.
Le 19 septembre 2011, il annonce la création d'un nouveau parti résolument indépendantiste et progressiste. Le 31 octobre 2011, le Directeur général des élections reconnaît officiellement Option nationale (ON) comme parti politique. Jean-Martin Aussant siège dès lors comme député oniste et non plus comme indépendant.
Le 9 décembre 2011, Option nationale organise son premier grand rassemblement-spectacle au théâtre National à Montréal auquel participent environ 500 personnes. Pierre Curzi, député indépendant de Borduas, prend parole durant cette soirée pour donner son appui moral à Aussant et aux militants du parti.
Jean-Martin Aussant se représente lors de l'élection générale du 4 septembre 2012. Son ancienne circonscription a été redécoupée et il se présente donc dans la nouvelle circonscription de Nicolet-Bécancour. Il obtient 25,85 % des voix et devance le candidat du PQ (22,47 %) mais est cependant défait par Donald Martel, candidat de la Coalition avenir Québec (32,01 %) et lui-même ex-péquiste, malgré le soutien de Québec solidaire.

### L'attraction de la CAQ
Lorsque François Legault annonce qu'il créé son nouveau parti le 4 novembre 2011, il tend la main autant aux adéquistes qu'aux péquistes et aux libéraux. Plusieurs journaux annoncent des débauchages et prises de guerre sans que cela soit directement suivi d'effet.
Le 21 juin, le député Benoit Charette démissionne du Parti québécois pour siéger comme indépendant en dénonçant le leadership de Pauline Marois.
Le 24 novembre, Daniel Ratthé est exclu du caucus du Parti québécois par la chef Pauline Marois en raison des rumeurs voulant qu'il se joigne à la Coalition avenir Québec, il siège alors comme indépendant.
Le 19 décembre, les deux ex-péquistes annoncent leurs ralliements à la Coalition avenir Québec en même temps que les deux ex-adéquistes Éric Caire et Marc Picard.
Le 9 janvier 2012, c'est François Rebello, député de La Prairie, qui démissionne du Parti québécois et annonce son ralliement à la Coalition avenir Québec. Ce proche de François Legault avait pourtant nié à plusieurs reprises penser à quitter le Parti québécois pour la CAQ. Dès son arrivée, il affirme que la CAQ est le meilleur parti pour accéder à terme à la souveraineté du Québec, ce qui lui vaut d'être pointé du doigt par son nouveau parti.
Lors des élections générales, les trois transfuges se représentent : Daniel Ratthé dans sa circonscription de Blainville, Benoit Charette dans celle de Deux-Montagnes et François Rebello dans la nouvelle circonscription de Sanguinet.
Daniel Ratthé est réélu avec 41,32 % contre 35,52 % à Bernard Généreux, candidat du Parti québécois. C'est le seul à être réélu, Benoit Charette n'obtenant que 35,25 % des voix face au péquiste Daniel Goyer (38,8 %) et François Rebello ne recueillant que 32,38 % des suffrages face au péquiste Alain Therrien (40,68 %).
Il est à noter que lors des élections générales suivantes Benoit Charette se présentera à nouveau et sera réélu sous sa nouvelle étiquette face à Daniel Goyer .

### Les autres exclusions
Quelques autres élus du PQ sont exclus du caucus à cette période.
Le 21 juin, le député René Gauvreau quitte le caucus du Parti québécois à la demande de Pauline Marois en raison d'allégation de fraude et d'abus de confiance. Cette affaire n'a aucun lien avec le leadership de Pauline Marois mais tombe en pleine période de démissions. Après avoir siégé pendant un an comme indépendant en raison d'une enquête sur un ex-adjoint, il réintègre le caucus du Parti québécois en avril 2012. Député de Groulx, il ne sera pas candidat à sa succession en septembre 2012, la circonscription sera conquise par la caquiste Hélène Daneault.
Le 22 novembre, Guy Leclair est exclu du caucus du Parti québécois par la chef Pauline Marois, il est suspecté d'être la taupe qui fournie des informations à la presse sur les dissensions dans le caucus, ce qu'il nie. Il est réintégré quelques jours plus tard. Candidat à sa succession dans la circonscription de Beauharnois en septembre 2012, il est largement réélu avec 45,16 % des voix face au caquiste Michel Drouin (25,69 %).